# Hana-Awase
 (février 2018).
Si vous disposez d'ouvrages ou d'articles de référence ou si vous connaissez des sites web de qualité traitant du thème abordé ici, merci de compléter l'article en donnant les références utiles à sa vérifiabilité et en les liant à la section « Notes et références ».
Le Hana-Awase (花合わせ, en japonais) est un jeu de cartes japonais qui se pratique avec les cartes Hanafuda.
Ce jeu qui se joue généralement à 3, consiste à capturer des cartes en réalisant des paires avec une carte de sa main et une carte de la zone de jeu. Le but est de marquer plus de points que ses adversaires grâce aux cartes capturées, ainsi qu'en formant des combinaisons de cartes appelées Yaku (役). 
Il n'existe pas de règle officielle pour ce jeu mais la version présentée ici est une des plus jouées. Des variantes à 2 ou 4 joueurs sont également possibles.

## Présentation des cartes
Le paquet de cartes Hanafuda comporte 48 cartes. Chaque carte est affiliée à une fleur, elle-même associée à un mois. Il y a donc 4 cartes par mois de l'année. Pour le Hana-Awase, les cartes sont réparties en 4 catégories, valant chacune un certain nombre de points :
- Les cartes plaines (Kasu) : 1 point (24 cartes)
- Les cartes rubans (Tan) : 5 points (10 cartes)
- Les cartes animaux / objets (Tane) : 10 points (9 cartes)
- Les cartes lumières (Hikari) : 20 points (5 cartes)

| Mois      | Fleur                                                     | Cartes | Images |
| Janvier   | Matsu (松) Pin (Pinus)                                    | 2 plaines (1 pt), 1 ruban à poésie (5 pts) et 1 lumière : grue japonaise (20 pts)                                                        |        |
| Février   | Ume (梅) Abricotier du Japon (Prunus mume)                | 2 plaines (1 pt), 1 ruban à poésie (5 pts) et 1 animal : fauvette japonaise sur une branche (10 pts)                                     |        |
| Mars      | Sakura (桜) Fleur de cerisier du Japon (Prunus serrulata) | 2 plaines (1 pt), 1 ruban à poésie (5 pts) et 1 lumière : rideau de campement (20 pts)                                                   |        |
| Avril     | Fuji (藤) Glycine (Wisteria)                              | 2 plaines (1 pt), 1 ruban rouge (5 pts) et 1 animal : coucou (10 pts)                                                                    |        |
| Mai       | Shobu (菖蒲) Iris d'eau japonais (Iris laevigata)         | 2 plaines (1 pt), 1 ruban rouge (5 pts) et 1 animal : Iris d'eau japonais près d'un pont (10 pts)                                        |        |
| Juin      | Botan (牡丹) Pivoine (Paeonia)                            | 2 plaines (1 pt), 1 ruban violet (5 pts) et 1 animal : papillon (10 pts)                                                                 |        |
| Juillet   | Hagi (萩) Lespédéza (Lespedeza)                           | 2 plaines (1 pt), 1 ruban rouge (5 pts) et 1 animal : sanglier (10 pts)                                                                  |        |
| Août      | Susuki (薄) Miscanthus sinensis                           | 2 plaines (1 pt), 1 animal : oie en vol (10 pts) et 1 lumière : pleine lune avec ciel rouge (20 pts)                                     |        |
| Septembre | Kiku (菊) Chrysanthème (Chrysanthemum)                    | 2 plaines (1 pt), 1 ruban violet (5 pts) et 1 animal : coupe de saké (10 pts)                                                            |        |
| Octobre   | Momiji (紅葉) Érable (Acer)                               | 2 plaines (1 pt), 1 ruban violet (5 pts) et 1 animal : cerf sous un érable (10 pts)                                                      |        |
| Novembre  | Yanagi (柳) Saule (Salix)                                 | 1 plaine représentant la foudre (1 pt), 1 ruban rouge (5 pts), 1 animal : hirondelle (10 pts) et 1 lumière : homme au parapluie (20 pts) |        |
| Décembre  | Kiri (桐) Paulownia (Paulownia)                           | 3 plaines (1 pt) et 1 lumière : phénix chinois (20 pts)                                                                                  |        |

## Déroulement du jeu

### Mise en place
- Pour déterminer le premier joueur (appelé oya (親), ce qui signifie parent), chacun pioche une carte au hasard. Le joueur ayant la carte la plus proche du début de l’année commencera la première manche. En cas d'égalité, les joueurs concernés tirent une nouvelle carte.
- Le premier joueur aura le rôle du donneur. Après avoir mélangé les cartes, le joueur à sa droite coupe le paquet de cartes. Puis, le donneur va distribuer les cartes comme suit : 4 à chaque joueurs, 3 au centre face visible, puis 3 à chaque joueur, et enfin 3 au centre face visible. Chaque joueur se retrouve donc avec 7 cartes en main, et 6 cartes sont présentes au centre de la table. Les cartes restantes sont posées face cachée et formeront la pioche. Si 4 cartes du même mois sont présentes face visible, la manche est annulée, et on procède à une nouvelle donne.

### Tour de jeu
En commençant par le donneur, chaque joueur va réaliser son tour de jeu dans le sens antihoraire, jusqu’à la fin de la manche. A son tour, un joueur doit réaliser 2 actions :
1. Le joueur sélectionne une carte de sa main pour créer une paire avec une carte au centre. Une paire est constituée par deux cartes du même mois (avec la même fleur). Dans ce cas, les deux cartes qui constituent la paire sont capturées par le joueur qui peut les mettre à côté de lui. Si deux cartes du même mois sont présentes au centre, le joueur choisit librement celle qu'il veut prendre. Exception : Si au centre de la table, il y a trois cartes du même mois et qu'un joueur pose la quatrième, il a alors le droit de prendre les quatre cartes.  Si le joueur ne peut pas ou ne veut pas créer de paire, il doit défausser face visible une de ses cartes au centre de la table. Mais si la carte défaussée permet de créer une paire, il est obligé de la capturer.
2. Après avoir joué une carte de sa main, le joueur pioche une carte. Comme précédemment, si cette carte permet de créer une paire avec une carte face visible, il capture la paire. S'il ne peut pas créer de paire, il la pose au centre de la table.

Lorsque chaque joueur a vidé sa main, la manche se termine, et chacun peut alors compter ses points.

### Comptage des points
Le calcul des points se déroule comme suit :
- Score du joueur = (Somme des points des cartes) - 88

- Ensuite, les Yaku (combinaisons de cartes) remportent des points aux joueurs qui en ont réalisé. Pour chaque Yaku, les autres joueurs doivent payer la valeur de celui-ci à son possesseur. Par exemple, si le joueur A réalise un Goko (5 lumières), le joueur B et le joueur C doivent soustraire 200 points à leur score, pour payer le joueur A. Ce dernier gagne donc 400 points.

Tous les Yaku réalisés sont pris en compte. De plus, chaque joueur peut réaliser plusieurs Yaku lors de la même manche.
Le joueur qui a marqué le plus de points lors de cette manche devient le nouveau donneur.

### Fin du jeu
Les joueurs sont libres de convenir, en début de partie, du nombre de manches. Le plus souvent, le jeu se déroule en 12 manches (en référence aux 12 mois de l'année), ou en 6 pour des parties plus courtes.

## Les Yaku (役)
Voici la liste des différent Yaku réalisables au Hana-Awase :
| Nom                                       | Composition                                  | Points | Illustration |
| ----------------------------------------- | -------------------------------------------- | ------ | ------------ |
| Gokō (五光)                               | Les 5 lumières                               | 200    |              |
| Shikō (四光)                              | 4 lumières, sauf celle du mois de novembre   | 60     |              |
| Akatan (赤短)                             | Les 3 rubans rouges portant des inscriptions | 40     |              |
| Aotan (青短)                              | Les 3 rubans bleus                           | 40     |              |
| Nanatan (七短)                            | 7 rubans (hormis celui de novembre)          | 40     | （exemple）  |
| Rokutan (六短)                            | 6 rubans (hormis celui de novembre)          | 30     | （exemple）  |
| Omotesugawara (表菅原)                    | La grue, la fauvette et le rideau            | 30     |              |
| Hanami-Tsukimi-de-Ippai（花見月見で一杯） | Le rideau, la lune et la coupe de saké       | 30     |              |
| Sankō（三光）                             | La grue, le phénix et la lune                | 20     |              |
| Ino-Shika-Cho (猪鹿蝶)                    | Le sanglier, le cerf et les papillons        | 20     |              |
| Hanami-de-Ippai (花見で一杯)              | Le rideau et la coupe de saké                | 20     |              |
| Tsukimi-de-Ippai (月見で一杯)             | La lune et la coupe de saké                  | 20     |              |
| Kusa (くさ)                               | Les 3 rubans rouges (sans inscriptions)      | 20     |              |
| Fujishima (藤島)                          | Les 4 cartes du mois d'avril                 | 20     |              |
| Kirishima (桐島)                          | Les 4 du mois de décembre                    | 20     |              |
| Amejima (雨島)                            | Les 4 cartes du mois de novembre             | 20     |              |

## Variante pour 2 ou 4 joueurs
- Dans le cas d'une partie à 2 joueurs, chacun commence avec 10 cartes en main, et 8 cartes sont posées face visible au centre de la table.
- Pour une partie à 4 joueurs, chacun dispose de 5 cartes, et 8 cartes sont placées face visible.

Le jeu se déroule alors de la même manière que pour une partie à 3 joueurs.